# میتسوبیشی اف۱ام
میتسوبیشی اف۱ام (به انگلیسی: Mitsubishi F1M) یک هواپیمای ساختِ کارخانهٔ میتسوبیشی در کشور ژاپن است. نخستین استفاده‌کنندهٔ این هواپیما نیروی دریایی امپراتوری ژاپن بوده‌است. این هواپیما برای نخستین بار در ۱ ژوئن ۱۹۳۶ میلادی مورد استفاده قرار گرفت.

## نگارخانه

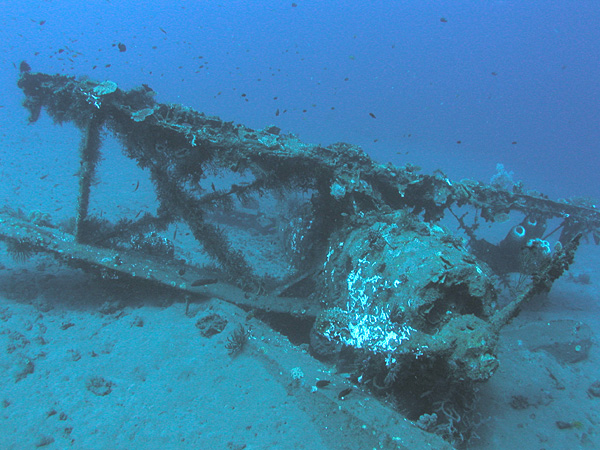
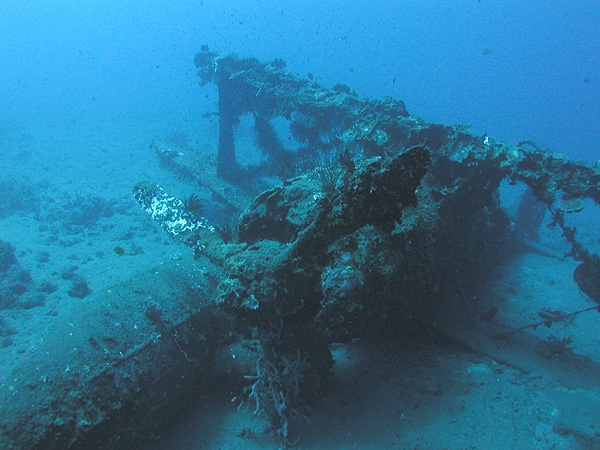
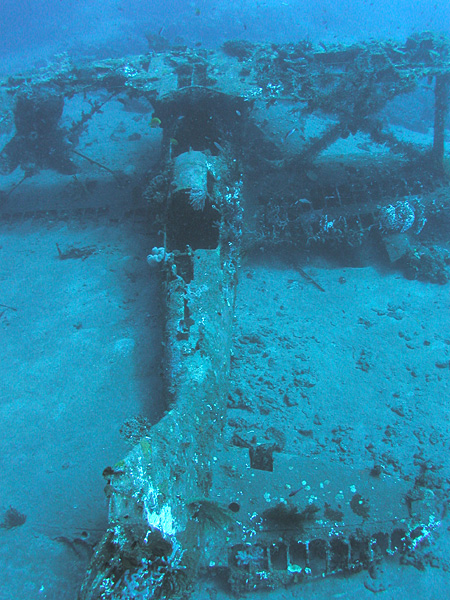